# Sharlee D'Angelo
Sharlee D'Angelo (riktigt namn: Charles Petter Andreason) var basist för Mercyful Fate. D'Angelo är också verksam i andra band, såsom Arch Enemy, Spiritual Beggars och IllWill. Andra band han har spelat i är bland annat Dismember, Sinergy, Witchery och Hemisfear.

## Diskografi (urval)
Med Arch Enemy
- Burning Bridges (1999)
- Wages of Sin (2001)
- Anthems of Rebellion (2003)
- Doomsday Machine (2005)
- Rise of the Tyrant (2007)
- The Root of All Evil (2009)
- Khaos Legions (2011)
- War Eternal (2014)

Med Dismember
- Hate Campaign (2000)

Med Facelift
- State Of The Art (1997)

Med IllWill
- Evilution (1998)

Med Mercyful Fate
- The Bell Witch (EP) (1994)
- Time (1994)
- Into the Unknown (1996)
- Dead Again (1998)
- 9 (1999)

Med Sinergy
- Beware the Heavens (1999)

Med Spiritual Beggars
- Demons (2005)
- Return to Zero (2010)
- Return to Live: Loud Park 2010 (livealbum) (2011)
- Earth Blues (2013)
- Sunrise to Sundown (2016)

Med The Night Flight Orchestra
- Internal Affairs (2012)
- Skyline Whispers (2015)

Med Witchery
- Restless & Dead (1998)
- Witchburner (EP) (1999)
- Dead, Hot and Ready (1999)
- Symphony for the Devil (2001)
- Don't Fear the Reaper (2006)
- Witchkrieg (2010)